# Вагатова, Мария
Мария Вагатова (настоящее имя — Мария Кузьминична Волдина; род. 28 декабря 1936, Юильск) — первая хантыйская поэтесса, сказительница, почётный гражданин Югры, лауреат Литературной премии УрФО, Всероссийской литературной премии имени Д. Н. Мамина-Сибиряка, международных премий имени Катрена и «Югра». Заслуженный работник культуры РСФСР (1987).

## Биография
Родилась 28 декабря 1936 года на реке Курьёх, вблиз деревни Юильск Берёзовского района (ныне Белоярского района Ханты-Мансийского автономного округа) в семье оленеводов.
Закончила Ханты-Мансийское национальное педагогическое училище в 1955 году, а затем педагогический факультет Ленинградского педагогического института им. А. И. Герцена в 1971 году.
Преподавательскую деятельность начала учительницей начальных классов в Казымской восьмилетней школе, затем заведующей Казымским интернатом Березовского района в 1955—1968 годах. Работала в Ханты-Мансийском педагогическом училище в 1968—1971 годах. С 1971 года работала литературным работником в редакции окружной газеты «Ленинская правда» (по рекомендации Ханты-Мансийского окружного комитета КПСС), затем заместителем редактора по национальному выпуску. В 1974—1991 годах редактор окружной газеты «Ленин пант хуват». С 1991 года главный редактор окружной редакции национальных газет «Ханты Ясанг» и «Луима сэрипос».
Занималась общественной работой, избиралась депутатом в сельские, районные, окружные Советы. В 1962 году в КПСС была заместителем секретаря, секретарем первичных партийных организаций в селе Казым, редакции, типографии и книготорга. В 1978—1982 годы была заведующей женотделом окружкома КПСС, секретарем ОК КПСС по идеологии. Курировала вопросы здравоохранения, народного образования, культуры и руководила окружной прессой. Особое внимание уделяла вопросам материнства и детства, детям-сиротам, ветеранам тыла и войны. Была сопредседателем и членом Совета старейшин Ханты-Мансийского автономного округа.
Позже стала возглавлять Совет ветеранов при депутатской Ассамблее коренных малочисленных народов Севера Думы округа, член Правления Общества финно-угорских писателей, член Совета старейшин Правления Фонда финно-угорских культур, членом Союза журналистов СССР с 1973 года, член\ Союза журналистов Российской Федерации, членом Союза писателей России.

## Общественная позиция
В 2022 году подписала письмо в поддержку российского военного вторжения на Украину.

## Вклад в науку
Первая женщина-журналистка и женщина-редактор из хантыйского народа, первая поэтесса-ханты. По её инициативе и при участии в 1975 году вышла первая пластинка хантыйских песен, вместе с артистами театра «Теремок» ею впервые был поставлен кукольный спектакль по хантыйским сказкам. Основатель первого семейного фольклорно-этнографического народного ансамбля «Ешак най» в 1986 году, который в 2004 году стал лауреатом Всероссийского II Сибирского фестиваля-конкурса Мировой музыки «Саянское кольцо».
Произведения Волдиной вошли в учебники по хантыйскому языку. Она является одним из авторов учебника по хантыйскому языку для педучилищ. Авторские песни и танцы М. К. Волдиной исполняются в школах и детских садах. Они вошли в репертуар самодеятельных художественных коллективов.
Участница различных международных финно-угорских форумов в Сыктывкаре, Кудымкаре, Дебрецене (Венгрия), Будапеште (Венгрия), Эспоо (Финляндия), Ювяскюле (Финляндия), Таллине (Эстония), а также шести международных финно-угорских фестивалей, пяти всемирных форумов: в Норвегии, Германии, Японии, Москве и в Ханты-Мансийске во Всемирной шахматной Олимпиаде.

## Семья
- Муж — Павел Тимофеевич Тарлин.
  - трое детей
- Муж — Владимир Семёнович Волдин, хантыйский поэт и переводчик.
  - Дочь — Татьяна Владимировна Волдина (род. 1970), этнограф, кандидат исторических наук.

## Фильмография
Исполнила эпизодическую роль ненки в сериале 2008 года «Серебро (Путь на Мангазею)».

## Награды
М. К. Волдина награждалась множеством почетных грамот, дипломами различных организаций и органов власти:
- 1980 — медаль «За освоение недр и развития нефтегазового комплекса Западной Сибири»;
- 1984 — ветеран Труда;
- 1987 — Заслуженный работник культуры РСФСР;
- 1988 — серебряный знак ЦК ВЛКСМ «70 лет ВЛКСМ» «за работу с молодежью»;
- 1996 — Орден Почёта — за заслуги перед государством, большой вклад в укрепление дружбы и сотрудничества между народами, многолетнюю плодотворную деятельность в области культуры и искусства[3];
- 1997 — медаль «Маршал Советского Союза Жуков»;
- 2003 — лауреат Международной литературной премии им. М. А. Кастрена;
- 2003 — премия имени Д. Н. Мамина-Сибиряка;
- 2005 — звание «Почетный гражданин Ханты-Мансийского автономного округа — Югры»;
- 2006 — лауреат Литературной премии Губернатора Ханты-Мансийского автономного округа — Югры;
- 2007 — лауреат Всероссийской литературной премии им. Л. К. Татьяничевой;
- 2012 — медаль «430 лет городу Ханты-Мансийску»;
- 2012 — диплом в номинации «За сохранение духовного наследия» ежегодной телевизионной премии «Крылья надежды» ГТРК «Югра»;
- 2012 — лауреат международной литературной премии «Полярная звезда»;
- 2013 — звание «Легенда журналистики Югры»;
- 2013 — лауреат международной литературной премии «Югра» в номинации «За сохранение народных традиций в литературе» (2013);
- 2014 — диплом и нагрудный знак в номинации «Поэзия» за сборник стихотворений и песен «Сердце поет…» Литературной премии Уральского федерального округа.
- 2018 — Премия Правительства Российской Федерации «Душа России» за вклад в развитие народного творчества в номинации «традиционная народная культура»[4]